# Présidence de la Bosnie-Herzégovine
La présidence de la Bosnie-Herzégovine (en bosnien, croate et serbe : Predsjedništvo Bosne i Hercegovine ; en serbe en écriture cyrillique : Предсједништво Босне и Херцеговине) est un triumvirat exerçant collégialement les fonctions de chef d'État de la Bosnie-Herzégovine.
Selon l'article V de la Constitution de 1995, la présidence est assurée collégialement par trois membres élus au suffrage direct : un Bosniaque et un Croate élus par la fédération de Bosnie-et-Herzégovine, et un Serbe élu par l'entité république serbe de Bosnie.

## Système électoral
Trois présidents devant représenter respectivement les communautés serbe, croate et bosniaque sont élus simultanément au scrutin uninominal majoritaire à un tour pour un mandat de quatre ans renouvelable une fois. L'un des candidats serbe est élu par les seuls électeurs de la république serbe de Bosnie tandis que les électeurs croates et bosniaques de la fédération de Bosnie-et-Herzégovine votent pour l'un ou l'autre des candidats croates et bosniaques. Les habitants du district de Brčko, qui ne fait partie d'aucune des deux entités, doivent se faire enregistrer sur les listes électorales de l'une ou l'autre. Les trois présidents alternent à tour de rôle à la tête de la présidence collégiale, pour des périodes de huit mois.

## Compétences
La présidence est responsable de :
- Conduire la politique étrangère de la Bosnie-Herzégovine ;
- Nommer ambassadeurs et autres représentants internationaux, un maximum des deux-tiers d'entre eux peut provenir de la Fédération ;
- Représenter la Bosnie-Herzégovine en Europe, dans les organisations et institutions internationales et d'être candidat dans les organisations et institutions dont la Bosnie-Herzégovine n'est pas membre ;
- Négocier, dénoncer, et, avec le consentement de l'Assemblée parlementaire, ratifier les traites de la Bosnie-Herzégovine ;
- Exécuter les décisions de l'Assemblée parlementaire ;
- Proposer, sur la recommandation du Conseil des ministres de la Bosnie-Herzégovine, un budget annuel à l'Assemblée parlementaire ;
- Reporter sur demande, mais au moins une fois par an, les dépenses de la Présidence à l'Assemblée parlementaire.
- Se coordonner, quand nécessaire, avec les organisations internationales et les organisations non-gouvernementales en Bosnie-Herzégovine, et ;
- Exécuter tout autres fonctions nécessaire pour effectuer ses tâches, demandées par l'Assemblée parlementaire, ou comme convenu par les Entités.

La présidence du collège est exercée à tour de rôle par chacun des trois représentants pour un mandat de huit mois, afin d'assurer l'égalité entre les communautés.

## République de Bosnie-Herzégovine(1990-1996)
L'indépendance est proclamée le 1er mars 1992 par référendum.

### Président de la présidence d'État (1990-1996)
- Alija Izetbegović (20 décembre 1990–5 octobre 1996).

## Bosnie-Herzégovine(depuis 1996)

### Membres de la présidence

#### Liste des membres bosniaques
1. Alija Izetbegović (14 mars 1996 – 15 octobre 2000)
2. Halid Genjac (15 octobre 2000 – 30 mars 2001)
3. Beriz Belkić (30 mars 2001 – 28 octobre 2002)
4. Sulejman Tihić (28 octobre 2002 – 6 novembre 2006)
5. Haris Silajdžić (6 novembre 2006 – 10 novembre 2010)
6. Bakir Izetbegović (10 novembre 2010 - 20 novembre 2018)
7. Šefik Džaferović (20 novembre 2018 - 16 novembre 2022)
8. Denis Bećirović (depuis le 16 novembre 2022)

#### Liste des membres croates
1. Krešimir Zubak (14 mars 1996 – 13 octobre 1998)
2. Ante Jelavić (13 octobre 1998 – 7 mars 2001)
3. Jozo Križanović (7 mars 2001 – 5 octobre 2002)
4. Dragan Čović (5 octobre 2002 – 9 mai 2005)
5. Ivo Miro Jović (9 mai 2005 – 6 novembre 2006)
6. Željko Komšić (6 novembre 2006 – 17 novembre 2014)
7. Dragan Čović (17 novembre 2014 - 20 novembre 2018)
8. Željko Komšić (depuis le 20 novembre 2018)

#### Liste des membres serbes
1. Momčilo Krajišnik (14 mars 1996 – 13 octobre 1998)
2. Živko Radišić (13 octobre 1998 – 5 octobre 2002)
3. Mirko Šarović (5 octobre 2002 – 2 avril 2003)
4. Borislav Paravac (2 avril 2003 – 6 novembre 2006)
5. Nebojša Radmanović (6 novembre 2006 – 17 novembre 2014)
6. Mladen Ivanić (17 novembre 2014-20 novembre 2018)
7. Milorad Dodik (20 novembre 2018 - 16 novembre 2022)
8. Željka Cvijanović (depuis le 16 novembre 2022)

### Présidents de la présidence
| Élections | Nom                | Ethnie    | Parti   | Mandat                            |
| --------- | ------------------ | --------- | ------- | --------------------------------- |
| 1996      | Alija Izetbegović  | Bosniaque | SDA     | 5 octobre 1996–13 octobre 1998    |
| 1998      | Živko Radišić      | Serbe     | SPRS    | 13 octobre 1998–15 juin 1999      |
| 1998      | Ante Jelavić       | Croate    | HDZ-BiH | 15 juin 1999–14 février 2000      |
| 1998      | Alija Izetbegović  | Bosniaque | SDA     | 14 février–14 octobre 2000        |
| 1998      | Živko Radišić      | Serbe     | SPRS    | 14 octobre 2000–14 juin 2001      |
| 1998      | Jozo Krizanović    | Croate    | SDP-BiH | 14 juin 2001–14 février 2002      |
| 1998      | Beriz Belkić       | Bosniaque | SBiH    | 14 février–28 octobre 2002        |
| 2002      | Mirko Šarović      | Serbe     | SDS     | 28 octobre 2002–2 avril 2003      |
| 2002      | Dragan Čović       | Croate    | HDZ-BiH | 2–10 avril 2003                   |
| 2002      | Borislav Paravac   | Serbe     | SDS     | 10 avril–27 juin 2003             |
| 2002      | Dragan Čović       | Croate    | HDZ-BiH | 27 juin 2003–28 février 2004      |
| 2002      | Sulejman Tihić     | Bosniaque | SDA     | 28 février–28 octobre 2004        |
| 2002      | Borislav Paravac   | Serbe     | SDS     | 28 octobre 2004–28 juin 2005      |
| 2002      | Ivo Miro Jović     | Croate    | HDZ-BiH | 28 juin 2005–28 février 2006      |
| 2002      | Sulejman Tihić     | Bosniaque | SDA     | 28 février–6 novembre 2006        |
| 2006      | Nebojša Radmanović | Serbe     | SNSD    | 6 novembre 2006–6 juillet 2007    |
| 2006      | Željko Komšić      | Croate    | SDP-BiH | 6 juillet 2007–6 mars 2008        |
| 2006      | Haris Silajdžić    | Bosniaque | SBiH    | 6 mars–6 novembre 2008            |
| 2006      | Nebojša Radmanović | Serbe     | SNSD    | 6 novembre 2008–6 juillet 2009    |
| 2006      | Željko Komšić      | Croate    | SDP-BiH | 6 juillet 2009–6 mars 2010        |
| 2006      | Haris Silajdžić    | Bosniaque | SBiH    | 6 mars–10 novembre 2010           |
| 2010      | Nebojša Radmanović | Serbe     | SNSD    | 10 novembre 2010-10 juillet 2011  |
| 2010      | Željko Komšić      | Croate    | SDP-BiH | 10 juillet 2011-10 mars 2012      |
| 2010      | Bakir Izetbegović  | Bosniaque | SDA     | 10 mars-10 novembre 2012          |
| 2010      | Nebojša Radmanović | Serbe     | SNSD    | 10 novembre 2012-10 juillet 2013  |
| 2010      | Željko Komšić      | Croate    | DF      | 10 juillet 2013-10 mars 2014      |
| 2010      | Bakir Izetbegović  | Bosniaque | SDA     | 10 mars-17 novembre 2014          |
| 2014      | Mladen Ivanić      | Serbe     | PC      | 17 novembre 2014-17 juillet 2015  |
| 2014      | Dragan Čović       | Croate    | HDZ-BiH | 17 juillet 2015-17 mars 2016      |
| 2014      | Bakir Izetbegović  | Bosniaque | SDA     | 17 mars 2016-17 novembre 2016     |
| 2014      | Mladen Ivanić      | Serbe     | PC      | 17 novembre 2016-17 juillet 2017  |
| 2014      | Dragan Čović       | Croate    | HDZ-BiH | 17 juillet 2017-17 mars 2018      |
| 2014      | Bakir Izetbegović  | Bosniaque | SDA     | 17 mars 2018- 20 novembre 2018    |
| 2018      | Milorad Dodik      | Serbe     | SNSD    | 20 novembre 2018- 20 juillet 2019 |
| 2018      | Željko Komšić      | Croate    | DF      | 20 juillet 2019-20 mars 2020      |
| 2018      | Šefik Džaferović   | Bosniaque | SDA     | 20 mars-20 novembre 2020          |
| 2018      | Milorad Dodik      | Serbe     | SNSD    | 20 novembre 2020-20 juillet 2021  |
| 2018      | Željko Komšić      | Croate    | DF      | 20 juillet 2021-20 mars 2022      |
| 2018      | Šefik Džaferović   | Bosniaque | SDA     | 20 mars 2022-16 novembre 2022     |
| 2022      | Željka Cvijanović  | Serbe     | SNSD    | 16 novembre 2022-16 juillet 2023  |
| 2022      | Željko Komšić      | Croate    | DF      | 16 juillet 2023-16 mars 2024      |
| 2022      | Denis Bećirović    | Bosniaque | SDP-BiH | 16 mars 2024-16 novembre 2024     |
| 2022      | Željka Cvijanović  | Serbe     | SNSD    | 16 novembre 2024-16 juillet 2025  |
| 2022      | Željko Komšić      | Croate    | DF      | depuis le 16 juillet 2025         |